# Puerta de Benjamín
La puerta de Benjamín es el nombre de una de las puertas de la ciudad de Jerusalén en su lado oriental y que conducía al territorio de la tribu de Benjamín. También en el templo de esta ciudad había una puerta situada al norte llamada de Benjamín o puerta de la prisión en la que fue encarcelado el profeta Jeremías.
En la descripción que hace profeta Ezequiel de la ciudad santa ideal (XLVIII), da el nombre de puerta de Benjamín a uno de los tres accesos a la ciudad por oriente, situándola entre la puerta de José y la puerta de Dan.